# Nyssopsora echinata
Nyssopsora echinata är en svampart som först beskrevs av Joseph-Henri Léveillé, och fick sitt nu gällande namn av Joseph Charles Arthur 1906. Nyssopsora echinata ingår i släktet Nyssopsora och familjen Raveneliaceae.   Inga underarter finns listade i Catalogue of Life.